# Belgian International
Die Belgian International sind die offenen internationalen Meisterschaften von Belgien im Badminton. Sie werden seit 1930 ausgetragen, zuerst noch ohne Existenz eines nationalen Badmintonverbandes. Da die Belgian Badminton Federation erst 1947 gegründet wurde, listet diese die Veranstaltungen vor dem Gründungsdatum nicht in ihren Annalen. In den 1980er Jahren wurden die Poona Open ausgetragen, teilweise parallel zu den Belgian International. Von 1990 bis 2000 pausierte das Turnier ganz. Mit der Rückkehr der Titelkämpfe in den BE Circuit 2005 finden sie wieder regelmäßig statt.

## Die Sieger
| Saison    | Herreneinzel                                | Dameneinzel                                 | Herrendoppel                                | Damendoppel                                 | Mixed                                       |
| --------- | ------------------------------------------- | ------------------------------------------- | ------------------------------------------- | ------------------------------------------- | ------------------------------------------- |
| 1930      | G. E. Dovaston                              |                                             |                                             |                                             | G. E. Dovaston G. Dovaston                  |
| 1931      | G. E. Dovaston                              |                                             |                                             |                                             | G. E. Dovaston G. Dovaston                  |
| 1959      | Knud Aage Nielsen                           | Tonny Holst-Christensen                     | Hugh Findlay Ronald Lockwood                | Heather Ward Barbara Carpenter              | Hugh Findlay Heather Ward                   |
| 1960 1961 | nicht ausgetragen                           | nicht ausgetragen                           | nicht ausgetragen                           | nicht ausgetragen                           | nicht ausgetragen                           |
| 1962      | Oon Chong Teik                              | Ursula Smith                                | Oon Chong Teik Ole Mertz                    | Karin Jørgensen Ulla Rasmussen              | Finn Kobberø Ulla Rasmussen                 |
| 1963 1968 | nicht ausgetragen                           | nicht ausgetragen                           | nicht ausgetragen                           | nicht ausgetragen                           | nicht ausgetragen                           |
| 1969      | Lee Kin Tat                                 | Tonny Pannemans                             | Lee Kin Tat Roy Díaz González               | June Jacques Gerda Cairns                   | Leo Kountul Tonny Pannemans                 |
| 1970      | Kurt Johnsson                               | Imre Nielsen                                | David Horton Elliot Stuart                  | Margaret Boxall Susan Whetnall              | Paul Whetnall Margaret Boxall               |
| 1971      | Punch Gunalan                               | Joke van Beusekom                           | Punch Gunalan Ng Boon Bee                   | Joke van Beusekom Felice de Nooyer          | Ng Boon Bee Sylvia Ng                       |
| 1972      | Tan Aik Huang                               | Tonny Pannemans                             | Punch Gunalan Ng Boon Bee                   | Tonny Pannemans Lore Hawig                  | Clemens Wortel Tonny Pannemans              |
| 1973      | Atik Jauhari                                | Joke van Beusekom                           | Atik Jauhari Budinan                        | Barbara Lord Deirdre Tyghe                  | Kenneth Parsons Deirdre Tyghe               |
| 1974      | nicht ausgetragen                           | nicht ausgetragen                           | nicht ausgetragen                           | nicht ausgetragen                           | nicht ausgetragen                           |
| 1975      | William Kerr                                | Alena Poboráková                            | William Kerr Kenneth Parsons                | Alena Poboráková Taťána Pravdová            | Kenneth Parsons Alan Parsons                |
| 1976      | Rob Ridder                                  | Gussie Botes                                | John Abrahams Gordon McMillan               | Marjan Luesken Gaylene Thatcher             | Alan Phillips Marianne van der Walt         |
| 1977      | Karl-Heinz Zwiebler                         | Hanke de Kort                               | Ray Sharp Ray Rofe                          | Hanke de Kort Marja Ravelli                 | Clemens Wortel Hanke de Kort                |
| 1978 1979 | nicht ausgetragen                           | nicht ausgetragen                           | nicht ausgetragen                           | nicht ausgetragen                           | nicht ausgetragen                           |
| 1980      | Ulrich Rost                                 | Marjan Ridder                               | Rob Ridder Piet Ridder                      | Hanke de Kort Marjan Ridder                 | Rob Ridder Marjan Ridder                    |
| 1981      | Barry Burns                                 | Carol Liem                                  | Ivan Kristanto Frank van Dongen             | Paula Kloet Grace Kakiay                    | Bas von Barnau Sijthoff Jeanette van Driel  |
| 1982 1984 | nicht ausgetragen, 1982 bis 1984 Poona Open | nicht ausgetragen, 1982 bis 1984 Poona Open | nicht ausgetragen, 1982 bis 1984 Poona Open | nicht ausgetragen, 1982 bis 1984 Poona Open | nicht ausgetragen, 1982 bis 1984 Poona Open |
| 1985      | Tariq Farooq                                | Sally Podger                                | Michael Fischedick Mathias Klein            | Sally Podger Lena Staxler                   | Dennis Tjin Asjoe Jeanette van Driel        |
| 1986 2000 | nicht ausgetragen, 1986 bis 1989 Poona Open | nicht ausgetragen, 1986 bis 1989 Poona Open | nicht ausgetragen, 1986 bis 1989 Poona Open | nicht ausgetragen, 1986 bis 1989 Poona Open | nicht ausgetragen, 1986 bis 1989 Poona Open |
| 2001      | Nabil Lasmari                               | Hanny Setiani                               | Wouter Claes Frédéric Mawet                 | Harriet Johnson Karina Sørensen             | Wouter Claes Karina Sørensen                |
| 2002 2004 | nicht ausgetragen                           | nicht ausgetragen                           | nicht ausgetragen                           | nicht ausgetragen                           | nicht ausgetragen                           |
| 2005      | Anders Boesen                               | Xu Huaiwen                                  | Ingo Kindervater Kristof Hopp               | Juliane Schenk Nicole Grether               | Kristof Hopp Birgit Overzier                |
| 2006      | Kasper Ødum                                 | Petra Overzier                              | Imanuel Hirschfeld Imam Sodikin             | Marina Yakusheva Elena Shimko               | Vitaliy Durkin Valeria Sorokina             |
| 2007      | Marc Zwiebler                               | Larisa Griga                                | Kristof Hopp Ingo Kindervater               | Natalie Munt Joanne Nicholas                | Chris Langridge Joanne Nicholas             |
| 2008      | Kenichi Tago                                | Juliane Schenk                              | Andrew Bowman Martyn Lewis                  | Valeria Sorokina Nina Vislova               | Vitaliy Durkin Nina Vislova                 |
| 2009      | Marc Zwiebler                               | Yao Jie                                     | Ruud Bosch Koen Ridder                      | Misaki Matsutomo Ayaka Takahashi            | Marcus Ellis Heather Olver                  |
| 2010      | Marc Zwiebler                               | Juliane Schenk                              | Ingo Kindervater Johannes Schöttler         | Sandra Marinello Birgit Overzier            | Michael Fuchs Birgit Overzier               |
| 2011      | Brice Leverdez                              | Olga Konon                                  | Adam Cwalina Michał Łogosz                  | Shinta Mulia Sari Yao Lei                   | Chayut Triyachart Yao Lei                   |
| 2012      | Andre Kurniawan Tedjono                     | Sashina Vignes Waran                        | Adam Cwalina Koen Ridder                    | Selena Piek Iris Tabeling                   | Marcus Ellis Gabrielle White                |
| 2013      | Andre Kurniawan Tedjono                     | Febby Angguni                               | Anders Skaarup Rasmussen Kim Astrup         | Imogen Bankier Petya Nedelcheva             | Anders Skaarup Rasmussen Lena Grebak        |
| 2014      | Hans-Kristian Vittinghus                    | Michelle Li                                 | Mathias Christiansen David Daugaard         | Eefje Muskens Selena Piek                   | Jacco Arends Selena Piek                    |
| 2015      | Anders Antonsen                             | Goh Jin Wei                                 | Manu Attri B. Sumeeth Reddy                 | Maiken Fruergaard Sara Thygesen             | Robert Mateusiak Nadieżda Zięba             |
| 2016      | Lucas Corvée                                | Sonia Cheah Su Ya                           | Lu Ching-yao Yang Po-han                    | Chloe Birch Lauren Smith                    | Ronan Labar Audrey Fontaine                 |
| 2017      | Kento Momota                                | Beatriz Corrales                            | Frederik Colberg Rasmus Fladberg            | Selena Piek Cheryl Seinen                   | Jacco Arends Selena Piek                    |
| 2018      | Toby Penty                                  | Lin Ying-chun                               | Jacco Arends Ruben Jille                    | Delphine Delrue Léa Palermo                 | Jacco Arends Selena Piek                    |
| 2019      | Lakshya Sen                                 | Line Christophersen                         | Ben Lane } Sean Vendy                       | Gabriela Stoeva Stefani Stoeva              | Ben Lane Jessica Pugh                       |
| 2020      | nicht ausgetragen                           | nicht ausgetragen                           | nicht ausgetragen                           | nicht ausgetragen                           | nicht ausgetragen                           |
| 2021      | Ng Tze Yong                                 | Riko Gunji                                  | Pramudya Kusumawardana Yeremia Rambitan     | Rin Iwanaga Kie Nakanishi                   | Hiroki Midorikawa Natsu Saito               |
| 2022      | Lin Chun-yi                                 | Nguyễn Thùy Linh                            | Chang Ko-chi Po Li-wei                      | Rui Hirokami Yuna Kato                      | Hiroki Midorikawa Natsu Saito               |
| 2023      | Lucas Claerbout                             | Neslihan Arın                               | Andreas Søndergaard Jesper Toft             | Maiko Kawazoe Haruna Konishi                | Marcus Ellis Lauren Smith                   |
| 2024      | Julien Carraggi                             | Anmol Kharb                                 | Ties van der Lecq Brian Wassink             | Julie MacPherson Ciara Torrance             | Rasmus Espersen Amalie Cecilie Kudsk        |